# René Tartara
René Pierre Charles Tartara (* 14. November 1881 in Lille; † 3. September 1922 in Hải Phòng, Annam, heute Vietnam) war ein französischer Schwimmer und Wasserballspieler.

## Biografie
René Tartara nahm an den Olympischen Sommerspielen 1900 in Paris teil. Mit der Pupilles de Neptune de Lille belegte er im Wasserballturnier den fünften Platz. Im Schwimmwettkampf über 200 m Freistil konnte er das Finale nicht erreichen. Beim Mannschaftsschwimmen über die gleiche Distanz erreichte er den dritten Rang.